# Air Service Gabon
Air Service Gabon – gabońska linia lotnicza z siedzibą w Libreville. Znajduje się na czarnej liście linii lotniczych Unii Europejskiej.

## Flota
Flota Air Service Gabon
- 4 Bombardier Dash 8-100
- 1 Bombardier Dash 8-300